# Hugh Exton
Hugh Exton (26. března 1864 Kapská kolonie – 1955) byl jihoafrický fotograf-samouk známý tím, že během své kariéry v letech 1892 až 1945 vytvořil více než 23 000 fotografií, které jsou uchované v muzeu Hugh Exton Photographic, bývalém holandském reformovaném kostele postaveném v Pietersburgu v 90. letech 19. století. Byl synem lékaře, antropologa, geologa a sběratele  Hugha Extona (1833-1903), který byl prezidentem Jihoafrické geologické společnosti od jejího založení v roce 1895, a Jacominy Hendriny van der Poelové.

## Životopis
Exton se přestěhoval na sever z Kapského Města v roce 1886, navštěvoval Marabastad Goldfields poblíž Pietersburgu a nakonec se v roce 1899 ve městě usadil. Fotografoval širokou škálu historických událostí, včetně anglo-búrské války, dokumentoval obyčejné lidi a celebrity v dobových šatech, architekturu té doby, stejně jako snímky místního průmyslu a obchodu. Pečlivě si zapisoval do knihy schůzek a zaznamenával podrobnosti o každé fotografii, kterou pořídil. Extonovy formální portréty mladých dandies v trojdílných oblecích, mileneckých párů a ostýchavých manželek farmářů vznikaly v jeho ateliéru na přelomu 19. a 20. století. Jeho sbírka fotografií sleduje prvních 50 let Pietersburgu.
Pietersburgská sionistická společnost v březnu 1932 předložila sionistickému vůdci Chaimovi Weizmannovi fotoalbum s obrázky pořízenými Extonem a nápisem „Souvenir of Northern Transvaal“.

## Galerie

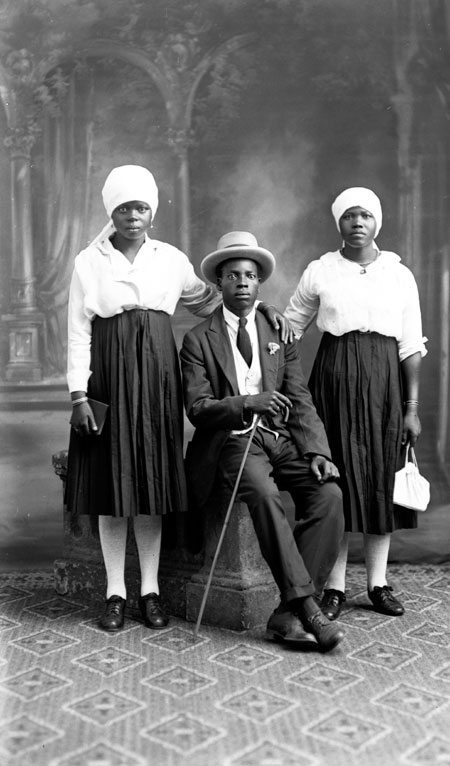
Joseph a dvě děvčata, Pietersburg, 1923
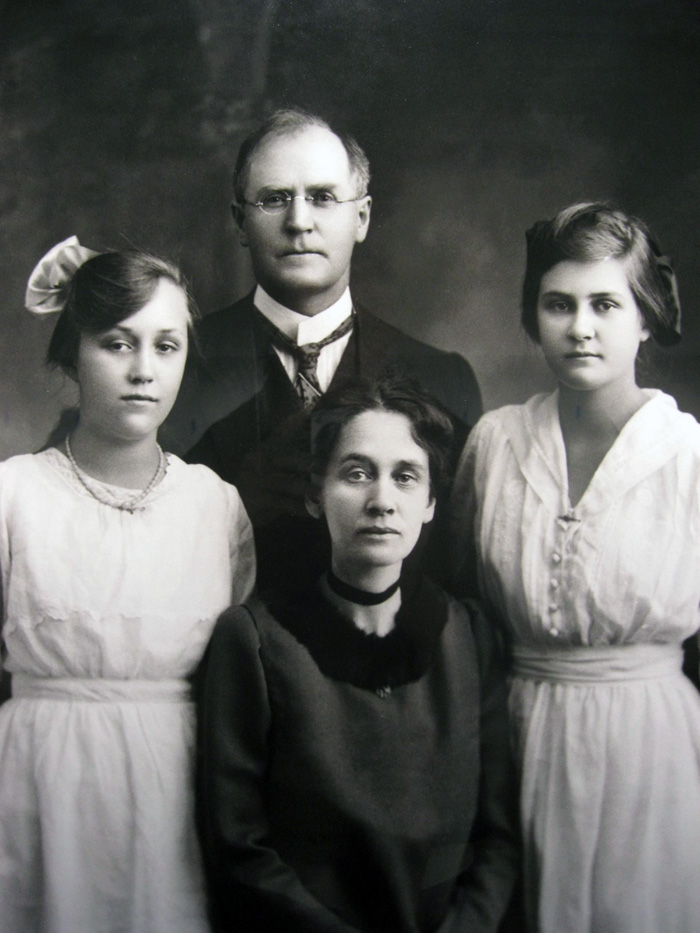
L. E. Krause s rodinou, 1920
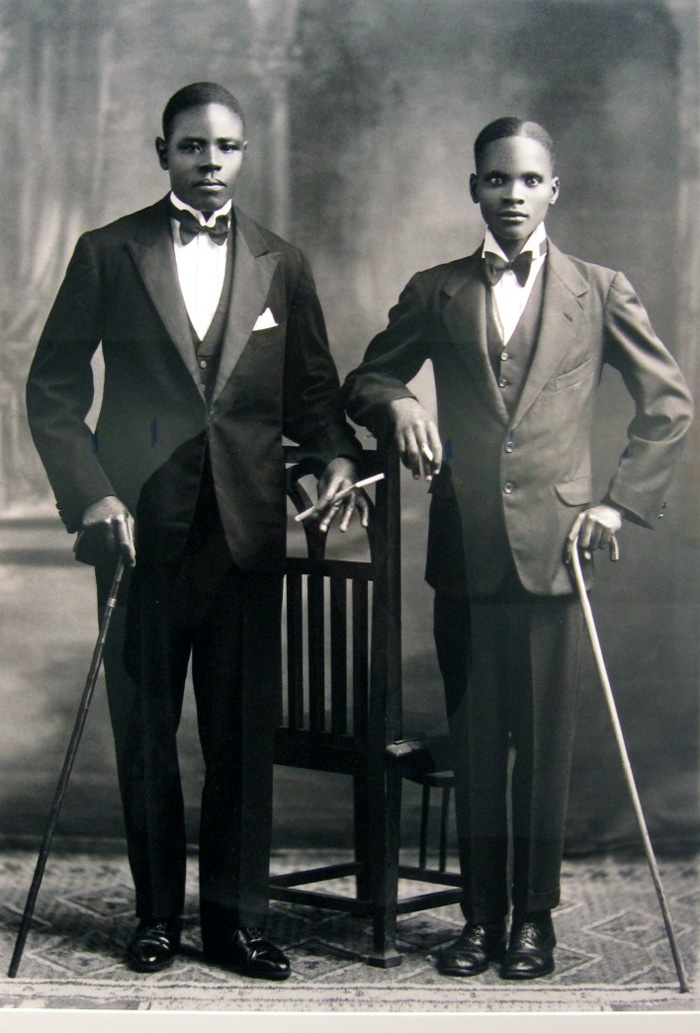
Isaac s přítelem, 1927
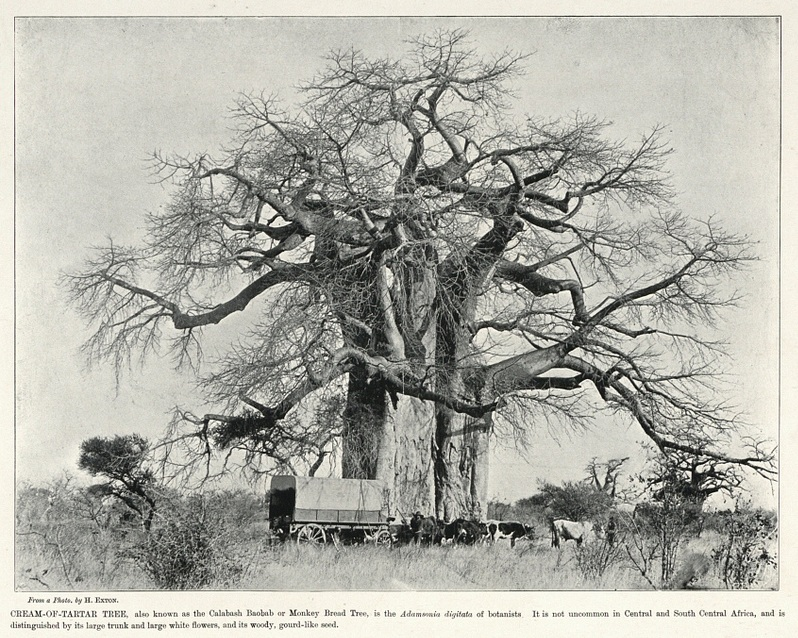
Tento snímek je součástí fotografické sbírky Colonial Office v Národním archivu, nahrané v rámci projektu Africa Through a Lens.